# Atheta liturata
Atheta liturata är en skalbaggsart som först beskrevs av Stephens 1832.  Atheta liturata ingår i släktet Atheta, och familjen kortvingar. Enligt den svenska rödlistan är arten sårbar i Sverige. Arten förekommer i Götaland, Svealand och Nedre Norrland. Arten har tidigare förekommit på Öland men är numera lokalt utdöd. Artens livsmiljö är skogslandskap, jordbrukslandskap.